# Берк, Кори
Кори Ламар Кросгилл Берк (англ. Cory Lamar Crossgill Burke; родился 28 декабря 1991 года, Кингстон, Ямайка) — ямайский футболист, нападающий клуба «Нью-Йорк Ред Буллз» и сборной Ямайки.

## Карьера

### Клубная
В 2013 году Кори дебютировал в профессиональном футболе в команде «Риволи Юнайтед». 12 января 2014 года нападающий забил свой первый мяч.
В сезоне 2015/16 Берк забил 12 мячей в 17 матчах, чем привлёк внимание «Бетлехем Стил», выступающего в USL, третьем футбольном дивизионе США. Ямаец был взят в аренду до конца 2016 года. Первую игру в новом клубе нападающий провёл 15 мая 2016 года против «Монреаля». 11 июня в матче против «Шарлотт Индепенденс» Кори отметился первым забитым мячом в USL.
В ноябре 2016 «Бетлехем» принял решение выкупить трансфер нападающего, который провёл за сезон 21 игру и забил 4 мяча.
21 декабря 2017 года Берк был подписан клубом MLS «Филадельфия Юнион», чьим фарм-клубом является «Бетлехем Стил». В высшей лиге он дебютировал 3 марта в матче первого тура сезона 2018 против «Нью-Инглэнд Революшн», в котором, выйдя на замену на 66-й минуте вместо Фабиана Херберса, на 69-й минуте отдал результативную передачу на гол Си Джея Сапонга, зафиксировавший счёт 2:0. 12 мая в матче против «Монреаль Импакт», завершившемся победой «Филадельфии» со счётом 0:2, Кори забил свой первый гол за клуб, на 43-й минуте замкнув подачу Реймона Гаддиса, но на 58-й минуте был удалён с поля, получив прямую красную карточку за грубый подкат на Самюэле Пьетте.
Находясь в процессе получения грин-карты, при продлении американской визы в мае 2019 года Берк допустил ошибку, из-за чего не мог далее играть за «Юнион».
Из-за продолжившихся проблем с визой Берк был вынужден вернуться на родину, 3 сентября 2019 года отправившись в аренду в клуб «Портмор Юнайтед» на оставшуюся часть года.
6 февраля 2020 года Берк был отдан в аренду клубу чемпионата Австрии «Санкт-Пёльтен» до июня 2020 года. Он не играл в MLS с апреля 2019 года из-за проблем с визой. В австрийской Бундеслиге дебютировал 23 февраля в матче против ЛАСКа. 2 июня в матче против «Сваровски Тироль» забил свои первые голы за «Санкт-Пёльтен», оформив хет-трик.
Проблемы с визой Берка были решены в октябре 2020 года, за «Филадельфию Юнион» он не играл около 18 месяцев. 2 декабря 2020 года Берк подписал с «Филадельфией Юнион» новый контракт до конца сезона 2022 с опцией продления на сезон 2023. По окончании сезона 2022 «Филадельфия Юнион» не стала продлевать контракт с Берком согласно опции, но начала с ним переговоры по новому контракту.
21 ноября 2022 года Берк подписал контракт с «Нью-Йорк Ред Буллз» на два года с опцией продления на сезон 2025. За «Ред Буллз» дебютировал 25 февраля 2023 года в матче стартового тура сезона против «Орландо Сити», выйдя на замену на 68-й минуте вместо Элиаса Маноэла. 29 апреля в матче против «Чикаго Файр» забил свой первый гол за «Ред Буллз».

### В сборной
6 сентября 2016 года Берк дебютировал в составе сборной Ямайки, выйдя в стартовом составе во встрече отборочного турнира к чемпионату мира в России со сборной Гаити. 11 октября 2016 Кори забил первый мяч в составе «регги-бойз».
Летом 2017 года нападающий был включён в заявку своей команды для участия в Золотом кубке КОНКАКАФ.
Был включён в состав сборной на Золотой кубок КОНКАКАФ 2021.
Был включён в состав сборной на Золотой кубок КОНКАКАФ 2023.

## Достижения
Командные
 «Филадельфия Юнион»
- Победитель регулярного чемпионата MLS: 2020